# 池内一樹
池内 一樹（いけうち かずき）は、東京都出身のポーカープレイヤー。愛称は「ひゃっほう」

## 人物
ポーカー情報コミュニティ「ひゃっほう掲示板」の管理人。現在はGG Team Japanの日本代表として日本のポーカー界を牽引する第一人者で、海外大会で数々の実績やメディア出演の経験もある。
2021年に実施された「ポーカーの世界的トーナメント（2021 World Series of Poker）」において、オンラインイベント#5「$1.000 Online Bracelet Championship」にて日本人初のオンラインイベント優勝を果たした。優勝賞金は$152,797、参加者は854名だった。また、ポーカー戦略本として有名な「フィルゴードンのポーカー攻略法」の監修、「エド・ミラーのポーカースクール」の監訳も行っている。

## 出演
- じっくり聞いタロウ（2019年10月17日出演）
- 【速報】GG Team Japan 発表!｜ジャパンオープンポーカーツアー株式会社のプレスリリース
- 最高のミスマッチ（2022年1月2日出演）
- GACKTプロデュース!POKER×POKER

## 書籍（監修・監訳）
- フィルゴードンのポーカー攻略法（監修）
- エド・ミラーのポーカースクール（監訳）

## 実績
- WSOP $1,000 NLH Tag Team 2018 準優勝 賞金 $ 36,202
- WSOP $1,500 Millionaire Maker 2019 準優勝 賞金 $ 830,783
- WSOP $500 NLH The Closer Online at GGPoker 2021 準優勝 賞金 $ 270,127
- WSOP $1,000 Online NLH Championship 2021 優勝 賞金 $152,797

その他多数